# Stewart Copeland
Stewart Armstrong Copeland (ur. 16 lipca 1952 w Aleksandrii, Wirginia) – amerykański muzyk (perkusista), kompozytor muzyki filmowej. Najbardziej znany z występów w zespole The Police.
W 2007 został sklasyfikowany na ósmym miejscu listy 50 najlepszych perkusistów rockowych według „Stylus Magazine”.

## Życiorys
Jego rodzice byli agentami wywiadu: ojciec Amerykanin Miles Copeland Jr. – CIA, a matka Szkotka Lorraine Adie – SOE. Ma dwóch starszych braci: Milesa i Iana. Ukończył szkołę podstawową w Bejrucie, liceum w Anglii i studia w Berkeley w Kalifornii.
W 1975 zamieszkał w Anglii, gdzie grał w zespole rocka progresywnego Curved Air. W 1977 razem ze Stingiem i Henry Padovanim założył grupę The Police. Po rozpadzie zespołu Copeland zaczął komponować muzykę filmową, stworzył m.in. ścieżki dźwiękowe do filmów: Wall Street, Simpatico, Rapa Nui, Żałobnik, Nieśmiertelny 2, Nic nie widziałem, nic nie słyszałem i pilota serialu Babilon 5, a w 1983 otrzymał Złoty Glob za muzykę do filmu Rumble Fish. Skomponował muzykę również do wielu oper, baletów i gier komputerowych, m.in. do serii gier Spyro the Dragon i Alone in the Dark. Współtworzył grupę Animal Logic, po której rozpadzie założył formację Oysterhead. Od 2005 gra w formacji Gizmo.

## Życie prywatne
Ma czterech synów i trzy córki.

## Filmografia
- „Uwaga! Mr. Baker” (2012, film dokumentalny, reżyseria: Jay Bulger)[4]